# Фрикена
Фрикена — река на острове Сахалин, правый приток реки Чипиань, принадлежит к бассейну реки Лютога.
Впадает в реку Чипиань за 500 м от её впадения в Лютогу, в посёлке Пятиречье, протекает по территории Холмского городского округа Сахалинской области.
Длина реки составляет 14 км, площадь водосборного бассейна — 40 км². Общее направление течения — с запада на восток.
На участке реки в районе 5 км выше впадения в реку Чипиань высота над уровнем моря составляет 240 м, уклон составляет 12,7 градусов. Максимальная температура воды зарегистрированная июле-октябре — 14,9 градусов Цельсия.
Грунт представлен крупным щебнем, но встречаются отдельные валуны, местами у правого берега имеются скальные выходы горных пород.
Биомасса макрозообентоса в р. Фрикена в период июнь-октябрь составляет от 5,1 до 21,0 г/м2. Количество микроорганизмов в
донных осадках изменяется от 1,1 до 4,0 млн кл./г .

## Данные водного реестра
По данным государственного водного реестра России относится к Амурскому бассейновому округу.
Код объекта в государственном водном реестре — 20050000212118300006366.